# Paracromastigum drucei
Paracromastigum drucei là một loài rêu tản trong họ Lepidoziaceae. Loài này được (R.M. Schust.) R.M. Schust. miêu tả khoa học lần đầu tiên năm 1974.